# Hipposideros fuliginosus
Hipposideros fuliginosus је сисар из реда слепих мишева.

## Угроженост
Ова врста није угрожена, и наведена је као последња брига јер има широко распрострањење.

## Распрострањење
Ареал врсте Hipposideros fuliginosus обухвата већи број држава у Африци. 
Врста је присутна у Етиопији, Нигерији, Камеруну, ДР Конгу, Републици Конго (непотврђено), Централноафричкој Републици (непотврђено), Републици Конго, Обали Слоноваче, Габону, Гани, Гвинеји, Либерији, Сијера Леонеу, Уганди и Екваторијалној Гвинеји (непотврђено).

## Станиште
Станиште врсте су шуме до 500 метара надморске висине.